# Mumtáz Mahal
Mumtáz Mahal (persky ممتاز محل‎, 27. dubna 1593 – 17. června 1631) byla císařská konkubína v letech 1628-31. Byla hlavní manželkou Šáhdžahána, vládce Mughalské říše. Hrobka Tádž Mahal v Ágře, která je na seznamu památek UNESCO a je nazývána jedním z divů světa, je místo jejího odpočinku.
Mumtáz se narodila jako Arjumand Banu Begum v Agře do rodiny perského šlechtice. Její otec byl Abu'l-Hasan Asaf, vysoce postavený perský šlechtic sloužící v Mughalské říši a její matkou byla neteř hlavní manželky Nur Jahan. V roce 1612 byla ve věku devatenácti let provdána za prince Khurrama, později známého jako Šáhdžahán. Ten jí dal nové jméno Mumtaz Mahal. I když byla za prince zasnoubena už v roce 1607, stala se jeho druhou manželkou až v roce 1612. Mumtaz se svým mužem měla čtrnáct dětí, včetně jeho nejmilovanější dcery Džahanary Begum a korunního prince Daru Shikoha, který měl po otci nastoupit na trůn. Nahradilo jej ale šesté dítě Mumtaz, Aurangzeb, který se stal vládcem v roce 1658.
Mumtaz Mahal zemřela v roce 1631 v Burhanpuru (dnešní Madhjapradéš) během porodu svého čtrnáctého dítěte, dcery Gauhar Ara Begum. Šáhdžahán nechal vybudovat mauzoleum Tádž Mahal jen pro ni jako důkaz věčné lásky.

## Mládí a rodina
Mumtaz Mahal (rodným jménem Arjumand Banu Begum) se narodila 27. dubna 1593 v Agře rodičům Abdu’l-Hasan Asafovi a jeho manželce Diwanji Begum, která pocházela z rodiny perských šlechticů. Asaf byl také perským šlechticem, který v Mughalské říši zastával nejvyšší možný post – velkovezíra. Jeho rodina odešla do Indie v roce 1577, když byl jeho otec Mirza Ghias Bey (známější jako I’timad-ud-Daulah) povolán do služeb císaře Akbara.
Asaf byl také starším bratrem císařské konkubíny Nur Jahan; Mumtaz tedy byla její neteří a později nevlastní snachou. Její starší sestra Parwar Khanum se provdala za Šejka Faridu, syna guvernéra z Badaunu, který byl nevlastním bratrem císaře Šáhdžahána. Měla ještě jednoho bratra, který za vlády jejího manžela vládl jako guvernér hned v několika provinciích.
Mumtaz se velmi dobře a rychle učila. Byla talentovaná a kultivovaná dáma. Mluvila velmi dobře arabsky a persky a dokázala v těchto jazycích psát básně. Její povaha byla vzácnou kombinací skromnosti a upřímnosti. Na začátku dospívání přitahovala pozornost velmi důležitých šlechticů. Zvěsti o ní se musely donést i k Šáhdžahánovi, když za ní sám přišel s nabídkou sňatku.

## Manželství
Mumtaz byla zasnoubena s Šáhdžahánem v lednu 1607, když jí bylo čtrnáct a jemu patnáct let. Svatba se konala až 5 let poté, v dubnu 1612 v Agře. Manželství bylo plné lásky. Po sňatku Šáhdžahán zjistil, jak krásný má jeho žena charakter a dal jí titul Mumtaz Mahal Begum (nejvyšší v paláci). V pěti letech od jejich zasnoubení do sňatku se v roce 1609 Šáhdžahán oženil se svou první manželkou, princeznou Kandahari Begum a v roce 1617 po sňatku s Mumtaz se oženil se svou třetí manželkou, Izz-un-Nissou Begum (titulovanou Akbarabadi Mahal), která byla dcerou mughalského dvořana. Podle oficiálních zdrojů měla obě tato manželství čistě politický význam.
Šáhdžahán byl do Mumtaz tak zamilován, že porušil pravidla ohledně mnohoženství a neměl děti s jinými ženami. Podle hlavního kronikáře Motamida Khána jeho ostatní „vztahy“ byly jen a pouze manželství. Intimitu, hlubokou náklonnost, pozornost a oblíbenost měla Mumtaz a k ostatním manželkám nic z toho necítil.
Mumtaz měla s Šáhdžahánem milostné manželství. Během jejího života ji manžel opěvoval i básněmi o její kráse, půvabu a soucitu. I když byla téměř neustále těhotná, cestovala s ním na jeho výpravy a potlačování rebelií společně s jeho otcem. Byla výtečnou společnicí a důvěrnicí. Podle historiků spolu také pár vedl velmi intimní a erotický život, který si oba plně užívali. Během devatenáctiletého manželství spolu zplodili čtrnáct potomků (osm synů a šest dcer), sedm z nich ale zemřelo po porodu nebo ve velmi mladém věku.

## Mughalská císařovna
Od chvíle, kdy v roce 1628 její manžel nastoupil na trůn, užívala tituly Malika-i-Jahan (Královna světa) a Malika-uz-Zamani (Královna všech dob). Císařovnou byla velmi krátce (pouze tři roky předtím, než zemřela), avšak díky manželovi žila v luxusu, v jakém ještě žádná císařovna v této zemi před ní neměla; například žádná jiná císařovnina rezidence nebyla tak vyzdobena, jako Khas Mahal, část pevnosti Ágra, kde spolu s Šáhdžahánem bydlela. Každá jeho manželka dostávala měsíční příspěvek na služby (úklid a cestování). Mumtaz měla v tomto příspěvku rekord a to 10 tisíc rupií za rok.
Šáhdžahán s Mumtaz konzultoval v soukromí státní záležitosti a bral ji v tomto ohledu jako nejlepší důvěrnici. Díky ní bylo odpuštěno několika nepřátelům a bylo změněno spoustu rozsudků smrti. Jeho důvěra byla natolik velká, že jí věnoval nejvyšší post v zemi a k tomu úřední pečeť. Podle historiků neměla žádnou snahu o politickou moc, na rozdíl od její tety Nur Jahan, která měla za vlády předchozího panovníka velký vliv.
Velký vliv na manžela pomohl hlavně chudým lidem. Mimo jiné ale měla ráda pozorování slonů a bojů, které se konaly u soudu. Byla patronem mnoha básníků, učenců a jiných talentovaných osob. Básník Vansidhara Mishra byl jejím nejoblíbenějším. Mumtaz nechala zřídit ubytovny a nadace pro dcery chudých učenců, teologů a pobožných mužů. Pro ženy urozeného původu bylo běžné věnovat se nějaké architektuře, a tak Mumtaz nechala zřídit u řeky v Agře zahradu, která je dnes známá jako Zahara Bagh. Toto je také jediná architektonická nadace, se kterou je spojováno její jméno.

## Smrt a následné události
Mumtaz Mahal zemřela na poporodní krvácení v Burhanpuru dne 17. června 1631 zatímco přiváděla na svět své čtrnácté dítě. Porod trval 30 hodin. V té době doprovázela svého manžela při výpravě v Deccan. Její tělo bylo pohřbeno v Burhanpuru ve zděné zahradě známé jako Zainabad, která byla zřízena Šáhdžahánovým strýcem Daniyalem na nábřeží řeky Tapti. Kronikáři věnovali její smrti pozornost a dokonale zmapovali smutek Šáhdžahána. Po její smrti již císaře žádná smutná zpráva takto nezasáhla. Upadl na celý rok do hlubokého zármutku a nevycházel ven z komnat. Když se poté znovu objevil mezi lidmi, byly jeho vlasy bílé, záda shrbené a jeho tvář vrásčitá. Nejstarší dcera Mumtaz, princezna Džahanara Begum, zbavila svého otce smutku a vzala jej na matčino místo odpočinku.
Všechen majetek Mumtaz (asi 10 milionů rupií) byl Šáhdžahánem rozdělen mezi Džahanarou Begum a ostatními přeživšími dětmi, které s ní zplodil. Buhanpur se mu nezamlouval jako vhodné místo k odpočinku jeho nejmilovanější ženy. Nakonec bylo její tělo v roce 1631 vyjmuto z hrobu a převezeno v zlaté rakvi zpátky do Agry. Zde bylo pohřbeno na pobřeží řeky Yamuna v malé budově. Během výpravy začal uvažovat o majestátném mauzoleu. Trvalo dvacet dva let, než vznikla slavná Tádž Mahal.

### Tádž Mahal
Tádž Mahal byla navrhnuta Šáhdžahánem jako mauzoleum pro jeho manželku. Měl to být důkaz neumírající lásky a manželské oddanosti. V kráse budovy má být prezentována krása samotné Mumtaz Mahal, proto je stavba oslovována v ženském rodě. Jelikož islám je proti hodně ozdobeným hrobům, jsou zde Mumtaz i Šáhdžahán pohřbeni v relativně prostých hrobech. Jejich tváře jsou otočeny vpravo směrem k Mekce.

## Potomstvo
| Jméno                     | Portrét | Život                                | Poznámka |
| ------------------------- | ------- | ------------------------------------ | --- |
| Hur-un-Nisa Begum         |         | 30. března 1613 - 5. června 1616     | Zemřela na neštovice ve věku tří let. |
| Džahanara Begum princezna |         | 23. března 1614 - 16. září 1681      | Oblíbená dcera Šáhdžahána, nejvíce vlivná. Po smrti své matky se stala první dámou Mughalské říše, i když měl otec ještě další tři konkubíny. Zemřela neprovdána.          |
| Dara Shukoh               |         | 20. března 1615 - 30. srpna 1659     | Nejstarší syn tohoto páru. Byl oblíbený jako nástupce svého otce, ale byl poražen a zabit svým mladším bratrem Aurangzebem ve velkých bojích o trůn.                       |
| Shah Shuja                |         | 23. června 1616 - 7. února 1661      | Úspěšně přežil válku o moc. Oženil se a měl děti. |
| Roshanara Begum princezna |         | 3. září 1617 - 11. září 1671         | Po své sestře Džahanaře byla nejvlivnější dcerou tohoto páru. Stála po boku svého bratra Aurangzeba v bojích o moc. Zemřela neprovdána.                                    |
| Aurangzeb Mughalský císař |         | 3. listopadu 1618 - 3. března 1707   | Po svém otci nastoupil na trůn jako šestý mughalský císař, který vyhrál boje o moc, které se odehrály, když jejich otec v roce 1657 vážně onemocněl. Oženil se a měl děti. |
| Izad Bakhsh               |         | 18. prosince 1619 - únor/březen 1621 | Zemřel v útlém dětství. |
| Surayya Banu Begum        |         | 10. června 1621 - 28. dubna 1628     | Zemřela na neštovice ve věku 7 let. |
| bezejmenný syn            |         | 1622                                 | Zemřel ihned po porodu. |
| Murad Bakhsh              |         | 8. října 1624 - 14. prosince 1661    | Byl popraven vojáky svého bratra Aurangzeba. Předtím se oženil a měl děti.                                                                                                 |
| Lutf Allah                |         | 4. listopadu 1626 - 13. května 1628  | Zemřel ve věku jeden a půl roku. |
| Daulat Afza               |         | 8. května 1628 - 13. května 1629     | Zemřel v útlém věku. |
| Husn Ara Begum            |         | 23. dubna 1630                       | Zemřela v den narození. |
| Gauhar Ara Begum          |         | 17. června 1631 - 1675               | Mumtaz ji porodila v den své smrti. Kvůli porodu, trvajícím 30 hodin a následném krvácení byl tento porod následkem matčiny smrti. Zemřela osamělá a neprovdaná.           |